# COMAL
Комал (Common Algorithmic Language)  —  мова програмування створена Бенедиктом Лофстендом і Бьоргеном Р. Крістенсеном в 1973 році.

## Історія
На початку 1980-х років, Apple Computer одержала контракт на поставку комп'ютерів Apple II, що працюють CP/M і COMAL для ірландських середніх шкіл.
Між 1984-1987 теленовелі, дочірньої промислового механізму системи шведські Telecoms, Телі Industrier виготовлений настільний ПК під назвою "Compiz" для освітнього сектора. Розширена версія COMAL була поставлена як стандартна мова програмування для цього комп'ютера. Версії були створені як для CP / M86 і MS-DOS. 
У 1990 Томас Ланді і Рорі О'Салліван створили остаточний текст на COMAL програмування.  Вони відповідали і в порівнянні COMAL з BBC структурованих Basic.

## Наявність
COMAL був установлений на таких комп'ютерах:
- BBC Micro
- Commodore PET
- Commodore 64
- Commodore 128
- Amiga
- Compis
- Scandis
- CP/M
- IBM PC
- Tiki 100
- ZX Spectrum
- Mac OS X
- Grundy NewBrain
- Windows XP

## "Hello, world!"
```
10 PAGE
20 FOR number:= 1 TO 10 DO
30  PRINT "HELLO, WORLD!"
40 ENDFOR (Unicomal) or NEXT (others)
50 END " "
```

## Приклади
Умови:
```
IF condition THEN
  instructions
ENDIF
```

Loops:
```
FOR number:= 1 TO 1000 DO
 PRINT number
ENDFOR
```

Друк заяви з змінними:
```
INPUT "Whats your favourite number..." :nmr%
CLS
PRINT "Your favourite number is " ; nmr%
```